# كوداتشي
كوداتشي (باليابانية 小太刀, こだち ويترجم حرفيًّا إلى "السيف الصغير أو القصير") هو نوع من السيوف اليابانية التي استخدمها رجال طبقة الساموراي في اليابان الإقطاعية. كانت سيوف الكوداتشي من فترة كاماكورا (1185-1133) وهي في شكل تاتشي. سيوف الكوداتشي تركب بشكل تاتشي ولكن بطول أقصر من 60 سم. وقد يخلط بينها وبين الواكيزاشي؛ نظرًا لطولها وتقنيات الإمساك بها. ورغم ذلك، إلا أن تكونهما هو الذي يفرق بينهما، إذ إن الكوداتشي مجموع الطول بينما الواكيزاشي صنع لتكملة ارتفاع من يتقلده أو طول الكاتانا الخاص به. ونتيجة لذلك فإن الكوداتشي أقصر من أن يسمى سيفًا بمعنى الكلمة وكذلك كان أطول من أن يسمى خنجرًا، ومن هنا فإنه على نحو بعيد يعد سيفًا أوليًّا قصيرًا، على عكس التانتو أو الواكيزاشي الذي يعمل كسلاح ثانوي يستخدم جنبا إلى جنب مع سيف أطول.
إن الاستخدام الحقيقي للكوداتشي غير معلوم؛ لأنه قد يكون سيفًا مصاحبًا للتاتشي ذي الحجم الافتراضي أو قد يكون سيفًا للمراهقين. يبدو أن الكوداتشي قد أنتج فقط في فترة زمنية محددة عن طريق مدارس خاصة لصناع السيوف؛ لأن طول الشفرة لا يتعدى الحدود الرسمية للشفرة المتاحة لغير الساموراي أثناء فترة إيدو، كان الكوداتشي متاحًا تجاريًّا للمواطنين وكان يحمله عادة المسافرون وخصوصا التجار والقوافل؛ ليدافعوا عن أنفسهم ضد قُطَّاع الطرق واللصوص.